# 2026年の鉄道
2026年の鉄道（2026ねんのてつどう）とは、2026年（令和8年）に予定される鉄道関係の出来事や予定をまとめたページである。
2025年の鉄道 - 2026年の鉄道 - 2027年の鉄道

## 予定事項

### 日時確定事項
- 4月1日
  -  北海道旅客鉄道（JR北海道）
    - （路線廃止） 留萌本線 深川駅 - 石狩沼田駅間 (14.4 km)[1]
    - （駅廃止） 北一已駅、秩父別駅、北秩父別駅、石狩沼田駅（留萌本線）[1]

  -  南海電気鉄道
    - （社名変更） 南海電気鉄道 → 株式会社NANKAI
- 7月1日
  -  東日本旅客鉄道（JR東日本）
    - （組織改正） 地方組織を2本部・10支社から、36の事業本部に改組[2]。

### 日時未定事項
- 春
  -  北海道旅客鉄道（JR北海道）
    - （駅廃止） 二股駅（函館本線 長万部駅 - 黒松内駅間）[3]

  -  東日本旅客鉄道（JR東日本）
    - （Suica導入）大糸線 信濃大町駅・白馬駅[4]

  -  西日本旅客鉄道（JR西日本）
    - （新駅開業） 手柄山平和公園駅（山陽本線 姫路駅 - 英賀保駅間）[5][6]

  -  ハピラインふくい
    - （新駅開業） しきぶ駅（ハピラインふくい線 武生駅 - 王子保駅間）[7][8]

  -  しなの鉄道
    - （Suica導入） しなの鉄道線 軽井沢駅 - 篠ノ井駅間、北しなの線 長野駅 - 妙高高原駅間[9]
- 年度内 
  -  東日本旅客鉄道（JR東日本）
    - （新駅開業） 豊岡だるま駅（信越本線 北高崎駅 - 群馬八幡駅間）[10]

  -  高松琴平電気鉄道
    - （新駅開業） 多肥駅（琴平線 太田駅 - 仏生山駅間）[11]

  -  岡山電気軌道
    - （延伸開業） 東山本線・清輝橋線 岡山駅前 - 新停留場間（駅名未定） (0.1 km)[12][13][14]
    - （新駅開業） 駅名未定（JR岡山駅前広場を整備）[15]

## 鉄道車両

### 運転開始・運転終了・さよなら運転
- 1月
  -  近畿日本鉄道
    - （運転開始） 1A系、1B系
- 5月
  -  近畿日本鉄道
    - （運転開始） 6A系

- 春
  -  相模鉄道
    - （運転開始） 13000系[16]

- 未定
  -  東日本旅客鉄道
    - （運転終了） E3系

  -  四国旅客鉄道
    - （運転開始） 形式未定[17]

  -  京王電鉄
    - （運転開始） 2000系[18]

  -  東武鉄道
    - （運転開始） 90000系[19]

  -  西武鉄道
    - （運転開始） 形式未定[20]

  -  江ノ島電鉄
    - （運転開始） 700形[21]

  -  名古屋鉄道
    - （運転開始） 500系[22]

  -  のと鉄道
    - （運転開始） 形式未定

  -  嵯峨野観光鉄道
    - （運転終了） DE10形(1104)・SK100形・SK200形・SK300形[23]

  -  高松琴平電気鉄道
    - （運転開始） 2000系[24]

  -  筑豊電気鉄道
    - （運転開始） 形式未定[25]

### 新系列・新形式
- 四国旅客鉄道
  - 形式未定
- 東武鉄道
  - 90000系
- 西武鉄道
  - 形式未定
- 京王電鉄
  - 2000系
- 江ノ島電鉄
  - 700形
- 相模鉄道
  - 13000系
- のと鉄道
  - 形式未定
- 名古屋鉄道
  - 500系
- 近畿日本鉄道
  - 1A系
  - 1B系
  - 6A系
- 高松琴平電気鉄道
  - 2000系
- 筑豊電気鉄道
  - 形式未定